# Bur Gajah
Bur Gajah är ett berg i Indonesien.   Det ligger i provinsen Aceh, i den västra delen av landet, 1 500 km nordväst om huvudstaden Jakarta. Toppen på Bur Gajah är 2 557 meter över havet.
Terrängen runt Bur Gajah är huvudsakligen bergig, men den allra närmaste omgivningen är kuperad.Runt Bur Gajah är det ganska tätbefolkat, med 120 invånare per kvadratkilometer. I omgivningarna runt Bur Gajah växer i huvudsak städsegrön lövskog.